# Judar i Ukraina
Judar i Ukraina utgör 300 000–400 000 personer (inkluderat de med judiska rötter) och är Europas tredje största judiska samhälle och det femte största i världen. Judar i Ukraina är främst av ashkenazisk bakgrund. De flesta är sekulära och praktiserar inte någon religion. 
De ukrainska judarnas traditionella språk är jiddisch, men det har sedan mitten av 1900-talet i princip dött ut i landet på grund av folkmord, assimilering och utvandring. Idag är majoriteten (83%) av de ukrainska judarna rysktalande och den största andelen bor i Ukrainas största städer: Kiev 110 000, Dnipro 60 000, Odessa 45 000 och Charkiv 45 000 personer. 
Omkring 25 år efter Sovjetunionens upplösning och Ukrainas självständighet 1991, hade den judiska befolkningen i Ukraina minskat med mellan 85 000 och 125 000 invånare.

## Judar födda i Ukraina
- Isaak Babel, författare
- David Bronstein, stormästare i schack
- Leiba Bronstein, politiker
- Michail Fridman, företagare
- Israel Gelfand, matematiker
- Volodymyr Hrojsman, Ukrainas premiärminister 2016-2019
- Lenny Krayzelburg, simmare
- M. Lincoln Schuster, entreprenör
- Mila Kunis, skådespelerska
- Moriz Rosenthal, pianist
- Samuel Schwartzbard, poet
- Isaac Stern, violinist
- Volodymyr Zelenskyj, Ukrainas 6:e president